# Guan alablanc
El guan alablanc (Penelope albipennis) és una espècie d'ocell de la família dels cràcids (Cracidae) que habita al bosc tropical de frondoses sec de les terres baixes del nord-oest del Perú i sud-oest de l'Equador.